# Rheotanytarsus tusimaseteus
Rheotanytarsus tusimaseteus är en tvåvingeart som beskrevs av Sasa och Suzuki 1999. Rheotanytarsus tusimaseteus ingår i släktet Rheotanytarsus och familjen fjädermyggor. Inga underarter finns listade i Catalogue of Life.